# جيل نوبل
جيل نوبل (بالإنجليزية: Gil Noble)‏ هو صحفي أمريكي، ولد في 22 فبراير 1932 في هارلم في الولايات المتحدة، وتوفي في 5 أبريل 2012 بسبب سكتة.